# Johannes Servaas Lotsy

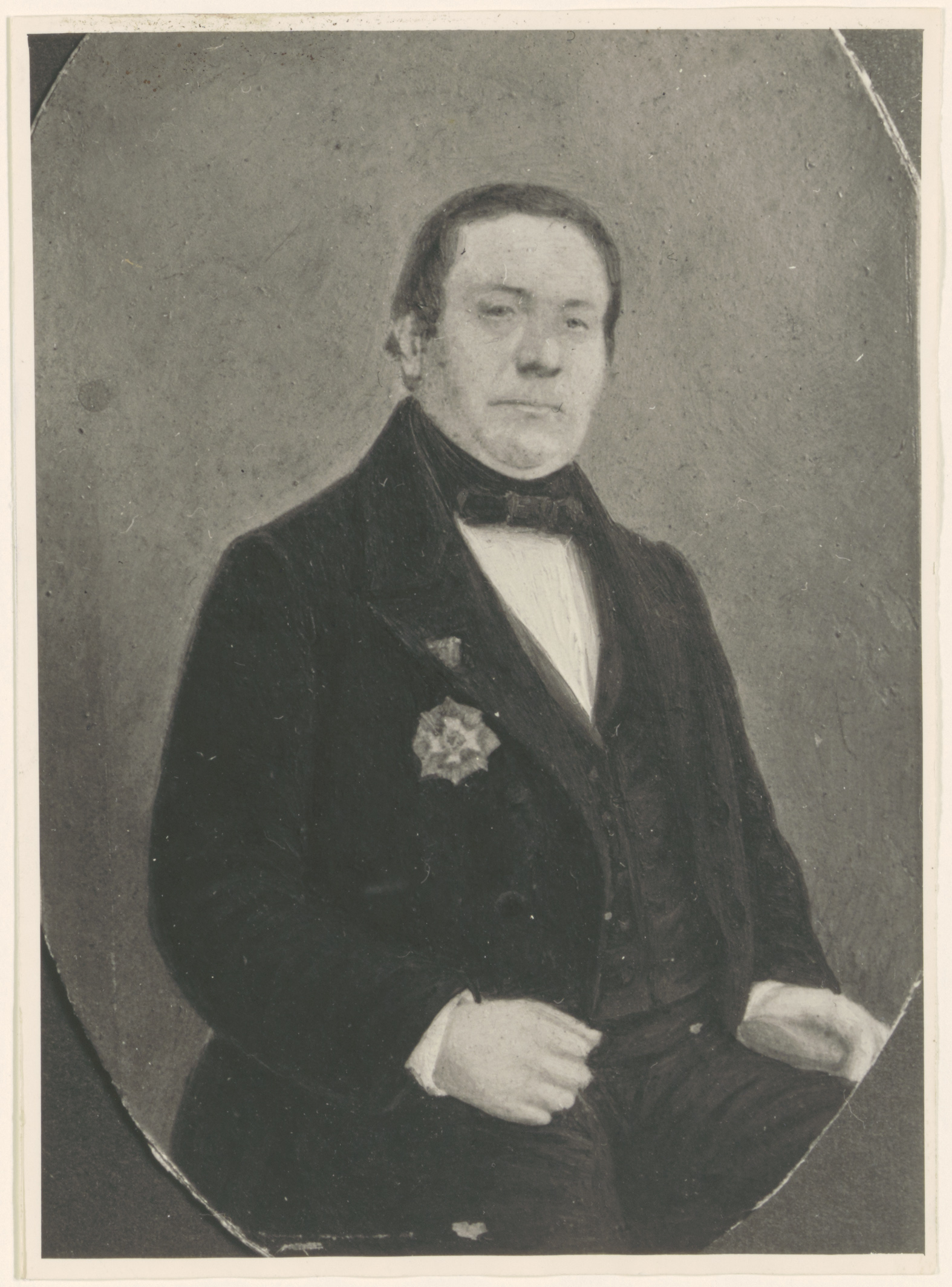
Johannes Servaas Lotsy

Johannes Servaas Lotsy (* 31. Mai 1808 in Dordrecht, Provinz Zuid-Holland; † 4. April 1863 in Den Haag) war ein niederländischer Rechtsanwalt und liberaler Politiker, der unter anderem zwischen 1852 und 1856 Bürgermeister von Dordrecht und in den Kabinetten Van der Brugghen, Rochussen und Van Hall/Van Heemstra von 1856 bis 1861 Marineminister war. 1861 fungierte er zudem zeitweise als kommissarischer Finanzminister sowie als kommissarischer Kolonialminister. 1861 wurde ihm der Ehrentitel eines Staatsministers verliehen.

## Leben
Johannes Servaas Lotsy, Sohn des Gemeindesekretärs von Dordrecht, absolvierte nach dem Schulbesuch ein Studium der Rechtswissenschaften an der Reichsuniversität Leiden und schloss am 31. Juni 1832 seine Promotion zum Doktor der Rechtswissenschaften mit der Dissertation „Quaedam de nullitatibus secundum codicis civilis Gallici principia“, in der er sich mit bestimmten Nichtigkeiten gemäß den Grundsätzen des französischen Zivilgesetzbuchs befasste. Im Anschluss ließ er sich als Rechtsanwalt in Dordrecht nieder und war ferner November 1845 bis August 1847 stellvertretender Stadtschreiber von Dordrecht. Als „pragmatischer“ Liberaler vertrat er zwischen dem 4. Juli und dem 15. September 1848 Dordrecht in den Provinciale Staten, dem Parlament der Provinz Zuid-Holland und war vom 18. September bis 6. Oktober 1848 als Vertreter der Provinz Zuid-Hollandaußerordentliches Mitglied der Zweiten Kammer der Generalstaaten (Tweede Kamer der Staten-Generaal). Bei einer Nachwahl im Wahlkreis „Dordrecht“ konnte er sich 1848 gegen den späteren Ministerpräsidenten Johan Rudolf Thorbecke durchsetzen und war daraufhin zwischen dem 13. Februar 1849 bis 20. August 1850 Mitglied der Zweiten Kammer. 1849 wandte er sich – wenngleich vergeblich – an Innenminister Jacob de Kempenaer, um die Mitgliedschaft in der Zweiten Kammer und die des Bürgermeisters zusammenzulegen und für diese Funktionen ein Doppelmandat zu ermöglichen. 1850 im ersten Wahlgang mit großem Vorsprung (84 Prozent der Stimmen) im Wahlkreis wiedergewählt und war daraufhin vom 7. Oktober 1850 bis 13. Mai 1852 abermals Mitglied der Zweiten Kammer. Zugleich war er zwischen dem 9. Oktober 1851 und dem 1. August 1856 Mitglied des Gemeinderats von Dordrecht und wurde durch Königlichen Erlass vom 12. April 1852 zum Bürgermeister und Gemeindesekretär von Dordrecht ernannt, woraufhin er vom 12. Mai 1852 bis 1. August 1856 diese Ämter innehatte. Daneben vertrat er zwischen dem 5. Juli und dem 23. August 1853 den Wahlkreis „Dordrecht“ erneut in den Provinciale Staten der Provinz Südholland und war von 1853 bis 1854 Mitglied der Staatskommission zur Untersuchung von Kolonialdepots.
1853 wurde Lotsy bei einer Nachwahl vom Provinzparlament von Südholland mit 37 der 71 Stimmen zum Mitglied der Ersten Kammer der Generalstaaten (Eerste Kamer der Staten-Generaal) gewählt, der er zwischen dem 23. August 1853 und dem 15. September 1856 angehörte. Als Mitglied der Ersten Kammer befasste er sich mit Verteidigungs- und Innenpolitik einschließlich der Armenfürsorge. 1855 gehörte er zu den sieben Mitgliedern, die für Gesetzentwürfe zu Offizierspensionen stimmten. Eine Mehrheit lehnte allerdings die Gewährung voller Renten für Offiziere ab, die nicht in den Niederlanden lebten. Nach dem Rücktritt von Abraham Johannes de Smit van den Broecke übernahm er am 1. August 1856 im Kabinetten Van der Brugghen das Amt des Marineministers (Minister van Marine) und bekleidete dieses vom 18. März 1858 bis zum 23. Februar 1860 auch im Kabinett Rochussen sowie zwischen dem 23. Februar 1860 bis zum 14. März 1861 zudem im Kabinett Van Hall/Van Heemstra. Während seiner Amtszeit kam es 1859 zur Einführung des Lotsengesetzes (Loodswet). Darin wurde die obligatorische Lotsung von Seeschiffen in Seemündungen und Häfen sowie die Erhebung von Lotsengebühren zur Staatsaufgabe erklärt. Die Lotsenaufgaben müssen von qualifizierten Lotsen wahrgenommen werden. Nach dem Rücktritt von Jan Jacob Rochussen war er vom 1. Januar 1861 bis zum Amtsantritt von Jean Pierre Cornets de Groot van Kraaijenburg am 9. Januar 1861 zugleich kommissarischer Kolonialminister (Minister van Koloniën ad interim). Des Weiteren übernahm er nach dem Rücktritt von Floris Adriaan van Hall vom 23. Februar bis 14. März 1861 auch den Posten als kommissarischer Finanzminister (Minister van Financiën ad interim). Am 13. März wurde ihm der Ehrentitel eines Staatsministers (Minister van staat) verliehen. 
Ein Sohn von ihm war mit einer Tochter von Gerhard Antony IJssel de Schepper, einem Mitglied der Zweiten Kammer, verheiratet. Sein Urenkel war der bekannte (und nicht ganz unumstrittene) Sportfunktionär Karel Lotsy, der von 1942 bis 1953 Vorsitzender des Niederländischen Fußballverbands KNVB (Koninklijke Nederlandse Voetbal Bond) war sowie 1959 der erste Vorsitzende des Niederländischen Sportbundes (Nederlandse Sport Federatie) wurde.
Nach seinem Tode wurde er auf dem Friedhof Oud Eik en Duinen in Den Haag beigesetzt.

## Veröffentlichungen
- Quaedam de nullitatibus secundum codicis civilis Gallici principia, Dissertation, Reichsuniversität Leiden, 1832
- De waranda van Tilburg verdedigd, een bijdrage tot het jachtrecht. Pleitrede met bijdragen, 1840